# Shanghai Dragons
Kunlun Red Star – chiński klub hokeja na lodzie z siedzibą w Szanghaju.

## Historia
7 sierpniu 2025 podano do wiadomości, że Shanghai Dragons został następcą chińskiego klubu Kunlun Red Star, występującego w KHL od 2016 do 2025, oraz że w jego miejsce przystąpi do sezonu KHL (2025/2026). Poinformowano, że zmiana nie stanowiła rebrandingu, ale transformację obejmującą nowe miasto-siedzibę, nazwę, herb i tożsamość. Za symbol klubu przyjęto smoka, a barwy – turkusowy, żółty i czerwony.
Przyjęto, że w początkowym okresie drużyna będzie rozgrywać mecze ligowe w rosyjskim Petersburgu.
Menedżerem generalnym został Igor Waricki.